# Мелиховская (Ростовская область)
Мелихо́вская — станица в Усть-Донецком районе Ростовской области, административный центр Мелиховского сельского поселения.
Население — 3593 человек по переписи 2010 года.

## География
Расположена на правом берегу реки Дон, чуть выше по течению от места отделения рукава Аксай.

### Улицы
| - ул. Донская, - ул. Интернациональная, - ул. Коммунистическая, - ул. Красноармейская, - ул. Крестьянская, - ул. Крючкова, - ул. Ленина, - ул. Лесная, - ул. Луговая, - ул. Мерзлякова, | - ул. Набережная, - ул. Розы Люксембург, - ул. Северная, - ул. Советская, - пер. Строителей, - пер. 1-й, - пер. 2-й, - пер. 3-й, - пер. 4-й, - пер. 5-й, | - пер. 6-а, - пер. 6-й, - пер. 7-й, - пер. 8-й, - пер. 9-й, - пер. 10-й, - пер. 11-й, - пер. 12-й, - пер. 13-й, - пер. 14-й, | - пер. 15-й, - пер. 16-й, - пер. 17-й, - пер. 18-й, - пер. 19-й, - пер. 20-й, - пер. 21-й. |

## Население
| 2002 | 2010  |
| ---- | ----- |
| 3351 | ↗3593 |

### Известные люди
- Попов, Лев Васильевич (1845—1906) — русский патолог и терапевт.